# 五明砂
五明 砂（ごみょう すな、1878年（明治11年）1月19日 - 没年不詳）は、日本の外交官。バンクーバー領事、特許弁理士

## 略歴・人物
法政大学在学中の1907年（明治40年）に第14回文官高等試験行政科合格、翌年の1908年（明治41年）に法政大学卒業。同年、外務省入省。通商局を経て1918年（大正7年）に副領事。1923年（大正12年）にバンクーバー領事に就任。1924年（大正13年）、前年の関東大震災による影響で一時帰国、内務省経理部供給課に配属。1925年（大正14年）、正六位勲六等に叙せられる。同年退官。退官後は東京銀座に『東西商会』を設立し、特許弁理士を業とした。
当時のカナダは、欧州一辺倒の貿易政策から極東貿易拡大へと政策転換の真っ只中にあり、そのような情勢下で、バンクーバー領事として日加両国の友好関係の構築に寄与した。